# École Tosa

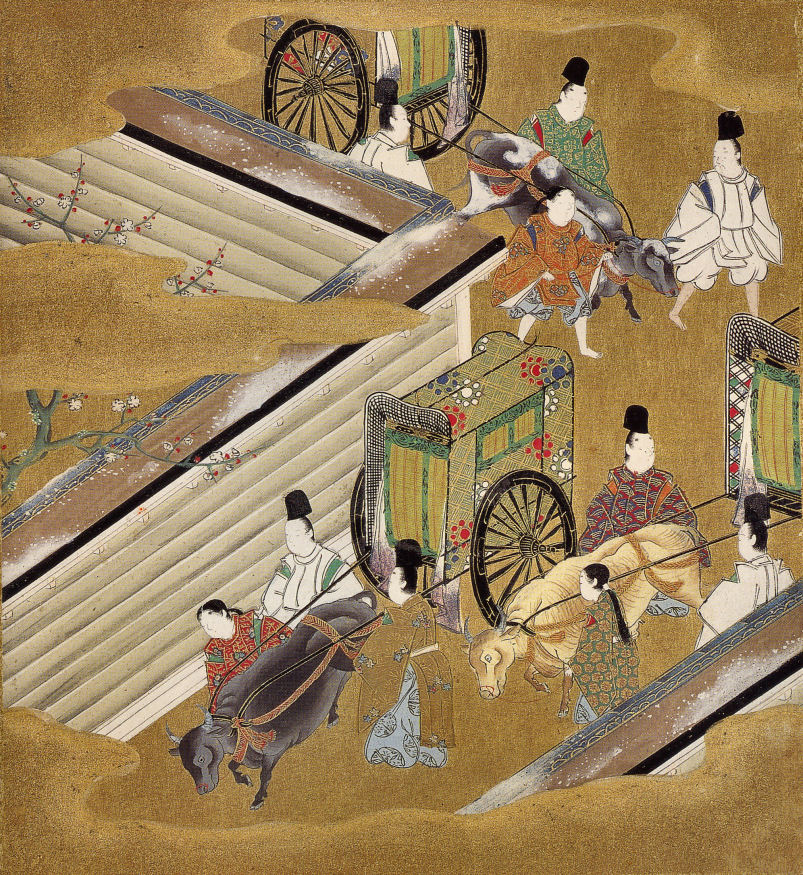
École Tosa : Scène du Genji Monogatari, attribuée à Tosa Mitsuoki.

L'École Tosa de peinture japonaise fut fondée au XVe siècle. Elle était consacrée au yamato-e, qui était un style de peinture spécialisé sur des sujets et des techniques trouvant leur origine dans l'art national japonais traditionnel, par opposition aux écoles influencées par l'art chinois. Les membres de la famille Tosa occupent le poste de chef de l’Edokoro, le Bureau de peinture, à la cour impériale de Kyoto. Cette charge, qui est héréditaire, permet aux Tosa de jouir d’un monopole artistique auprès de la classe aristocratique en place et de la classe guerrière montante. Elle fait de cette École, selon Marie Mathelin, « la plus puissante école du yamato-e ».

## Origine et style
Les origines de cette école de peinture remontent à Tosa Yukihiro (土佐 行弘), qui, le premier, utilisa le nom professionnel de "Tosa", dans la première partie du XVe siècle. Plus tard, l'école fut officiellement fondée par Mitsunobu (1434?–1525), qui devint peintre officiel à la cour impériale, en se spécialisant sur des sujets de cour peints dans le style yamato-e (やまと絵).
Pendant ce temps, des membres de l'école Tosa occupaient quasi continuellement le poste de chef du bureau impérial de peinture (絵所預 edokoroazukari). Jusqu'au XVIIe siècle, l'école Tosa peignit pour la cour et la noblesse, qui appréciaient des sujets tels que des scènes tirées du classique Le Dit du Genji (Genji Monogatari) (源氏絵). 
Mais, dans les années qui suivirent, l'école étendit le choix de ses sujets à des peintures d'oiseaux et de fleurs, ainsi que d'autres sujets et thèmes inspirés de la culture chinoise. 
De façon générale, le style de l'école Tosa se caractérise par des compositions plutôt décoratives, une grande attention au détail et une grande maîtrise du trait, ainsi que des couleurs vives. 

## Deux personnalités importantes de l'École Tosa

### Peintures de Tosa Misunobu
Tosa Mitsunobu est actif au XVe siècle et au XVIe siècle. Il est considéré comme l'artiste le plus important de la dynastie Tosa, son fondateur, car il en a établi le style pictural. Sa production peinte embrasse une grande variété de sujets (peintures bouddhiques, peintures narratives, portraits) et de supports (rouleaux, paravents). Selon Marie Mathelin, son œuvre conjugue d’une part l’utilisation de l'encre, de tradition chinoise, et d’autre part l’usage des coloris vifs, de tradition japonaise (Yamato-e). La conjugaison de ces traditions produit des effets inédits et a connu une grande postérité dans l'art japonais.

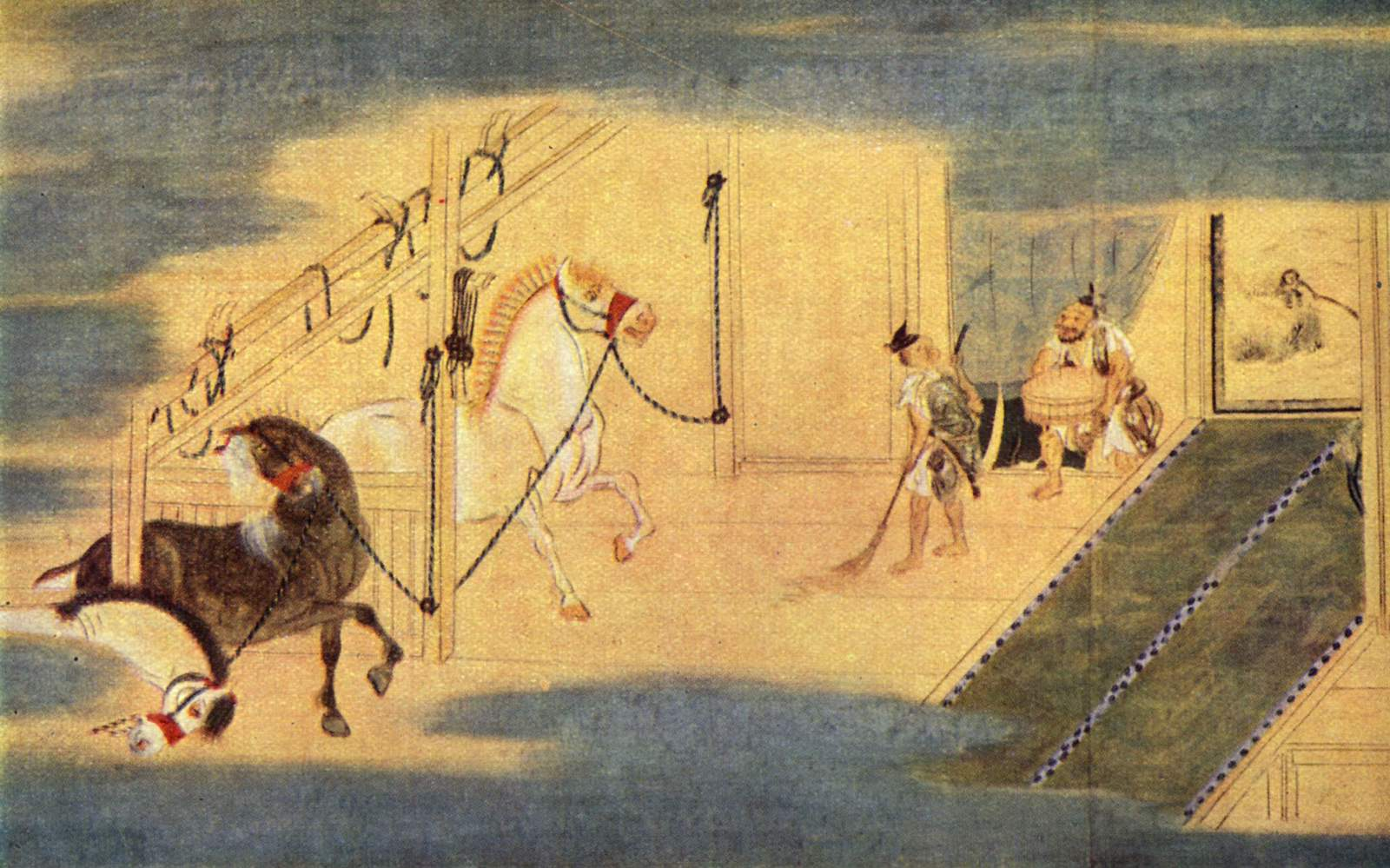
Légende de la fondation du temple de Seiko-ji (détail d'un rouleau)
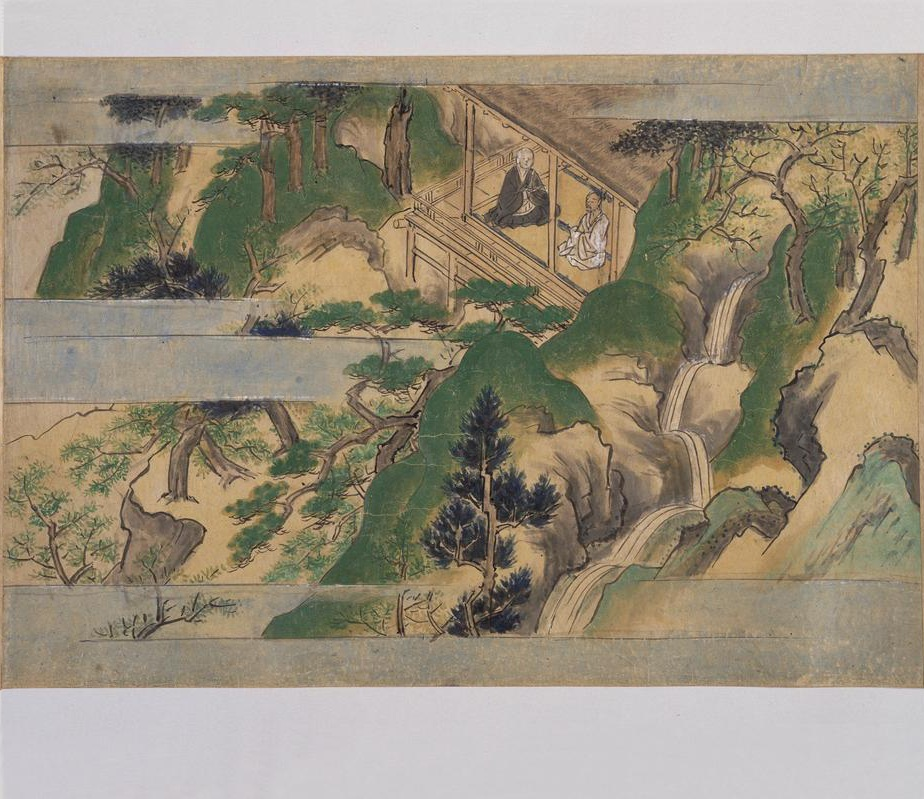
Rouleaux illustrés des événements funestes du temple de Kiyomizudera (détail d'un rouleau)
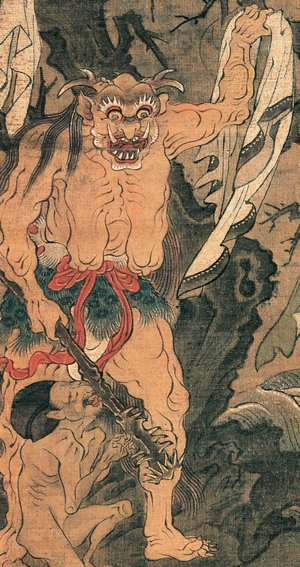

### Peintures de Tosa Mitsuoki
Tosa Mitsuoki est actif au XVIIe siècle, à l'époque Edo, et a rétabli le renom de sa famille après une période de déclin au XVIe siècle. Au milieu du XVIIe siècle, il s’installe de nouveau dans la capitale, à Kyoto, et gagne le titre de chef de l’Edokoro impérial. Ce titre, héréditaire, est transmis à ses héritiers jusqu’au XIXe siècle. Son œuvre peinte est, selon Marie Mathelin, décorative (représentations florales et animalières) et se caractérise par une alliance de la tradition picturale japonaise du Yamato-e et de la tradition picturale chinoise de l’époque de Song.

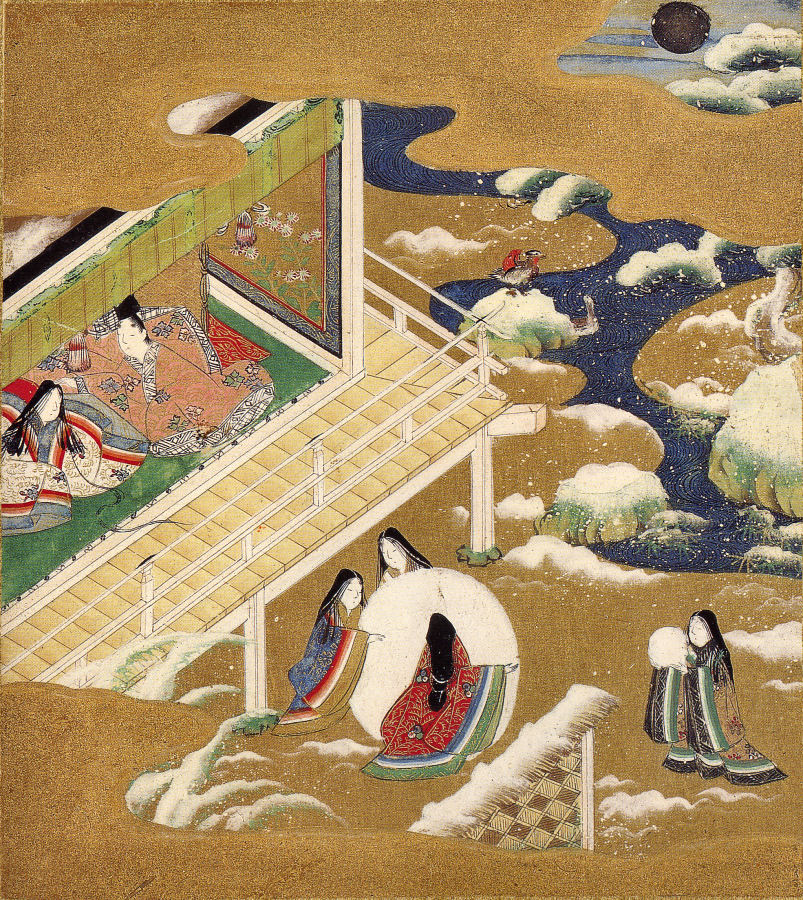
Le dit de Genji (Genji monogotari)
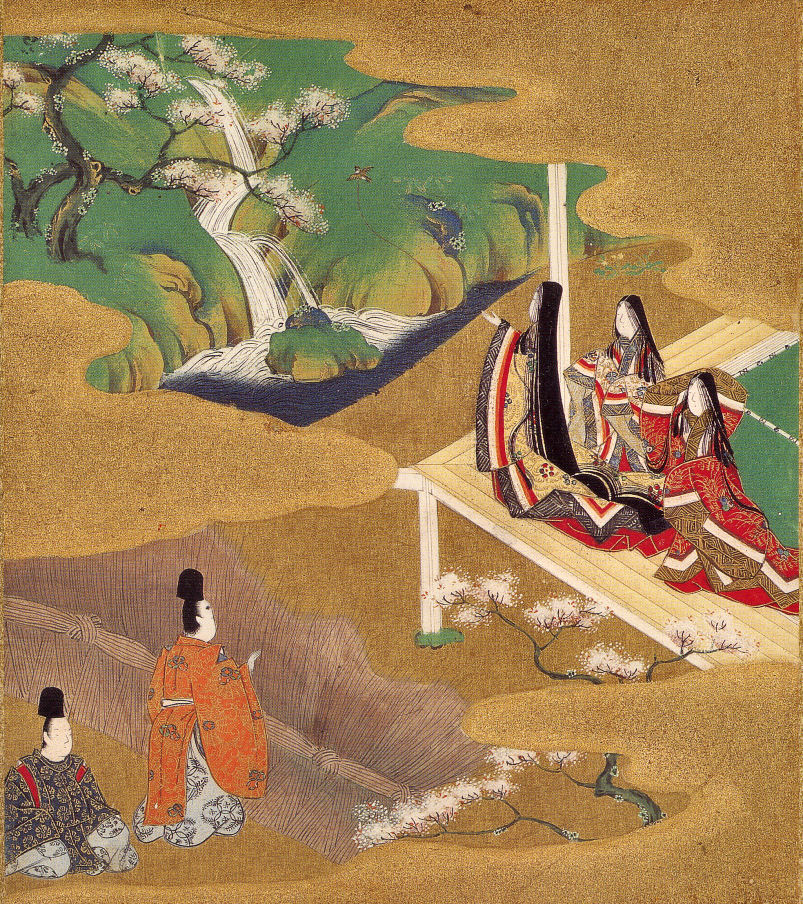
Le dit de Genji (Genji monogotari)
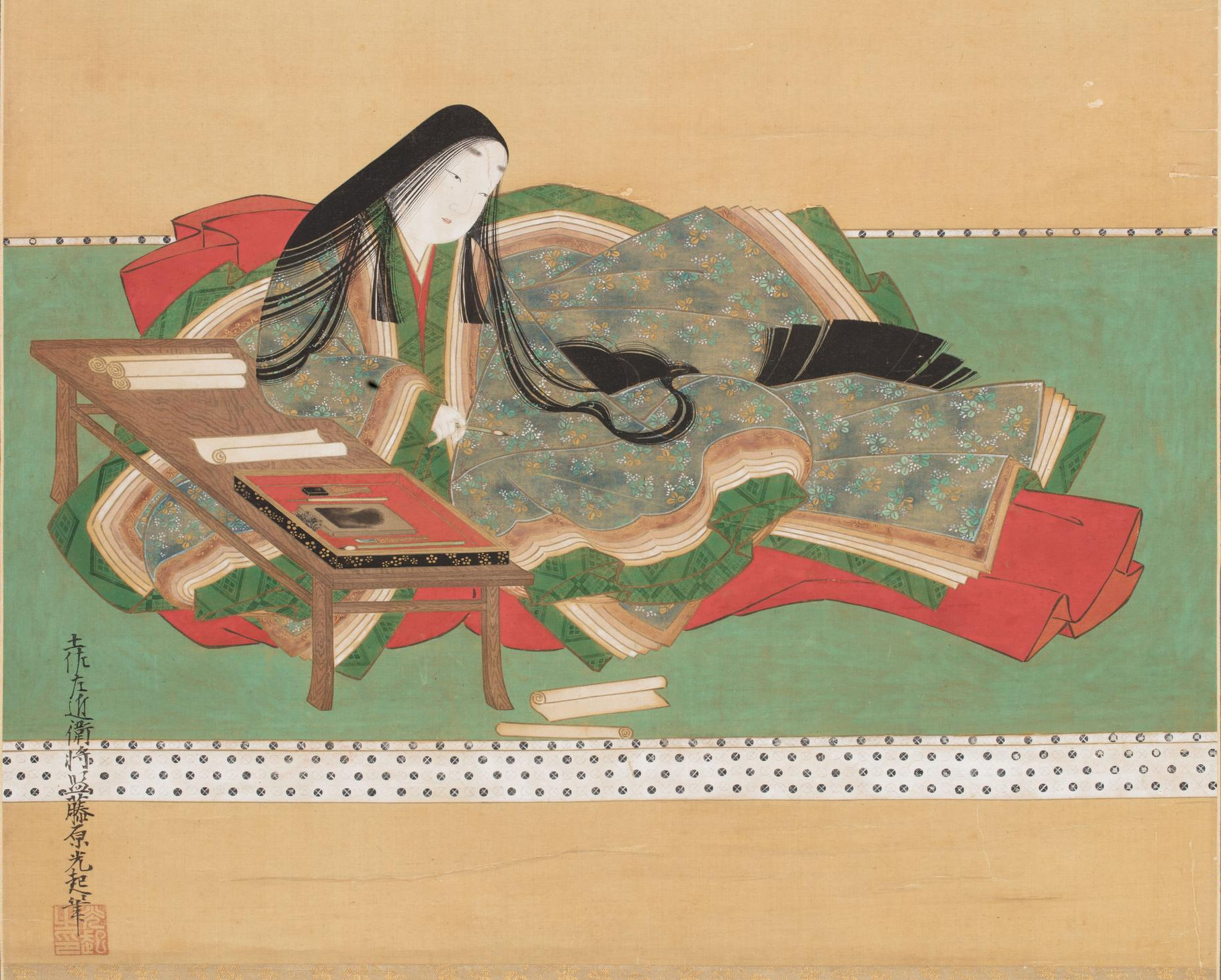
Le dit de Genji (Genji monogotari)

### Principaux artistes de renom de l'école Tosa
- Tosa Mitsunobu (1434-1525)
- Tosa Mitsumochi (1496-c-1559)
- Tosa Mitsumoto (v.1530-1569)
- Tosa Mitsuyoshi (1539–1613)
- Tosa Mitsuoki (1617-1691)
- Tosa Mitsunari(1647-1710)
- Iwasa Matabei (1578-1650)